# كيت أليسيا مورغان
كيت أليسيا مورغان (بالإنجليزية: Kate Alicia Morgan)‏ هي مُدرسة وعارضة بريطانية، ولدت في 9 يونيو 1983 في كارديف في المملكة المتحدة.